# Neel Rønholt
Neel Rønholt (født 17. september 1984 i Skovshoved, Danmark), er en dansk skuespiller kendt fra bl.a. Min søsters børn, Tinkas juleeventyr, Tinka og Kongespillet, Tinka og Sjælens Spejl og Kollegiet.

## Uddannelse
Rønholt er student fra Ordrup Gymnasium og er uddannet skuespiller fra Den Danske Scenekunstskole i 2011.

## Karriere
Sammen med veninderne Laura Christensen og Julie Ølgaard dannede hun i 2005 desuden teatergruppen N.I.P.S. (Nye Impulser På Scenen), der skulle få flere unge til at tage i teater i stedet for biograf. De tre skuespillere har sidenhen startet NIPSkanalen på YouTube, og har blandt andet optrådt sammen ved Zulu Comedy Galla i 2018.
I 2019 deltog hun i sæson 16 af Vild med dans. Hun dansede med den professionelle danser Michael Olesen. Parret endte på en 5-plads.

## Privat
Hun er gift med skuespillerkollegaen Jens Sætter-Lassen. Sammen har de to døtre.

## Filmografi

### Film
| År   | Titel                                       | Rolle                  | Bemærkninger         |
| ---- | ------------------------------------------- | ---------------------- | -------------------- |
| 2001 | Anja og Viktor - Kærlighed ved første hik 2 | Gymnasieeleven Tanja   |                      |
| 2001 | Min søsters børn                            | Amalie                 |                      |
| 2002 | Min søsters børn i sneen                    | Amalie                 |                      |
| 2004 | Min søsters børn i Ægypten                  | Amalie                 |                      |
| 2006 | Råzone                                      | Lise                   |                      |
| 2006 | Krummerne - Så er det jul igen              | Stine                  |                      |
| 2006 | Efter brylluppet                            | Mille                  |                      |
| 2007 | Kollegiet                                   | Katrine                | Hovedrolle           |
| 2008 | A Viking Saga                               |                        |                      |
| 2008 | Himmerland                                  | Sofie                  |                      |
| 2008 | Dig og mig                                  | Mette                  |                      |
| 2010 | Sandheden om mænd                           | Nina                   |                      |
| 2012 | Sover Dolly på ryggen?                      | den ene af et ungt par | Birolle              |
| 2017 | Coco                                        | Mamá                   | Stemme til tegnefilm |
| 2017 | Thorn                                       |                        |                      |
| 2019 | En helt almindelig familie                  | Helle, mor             |                      |
| 2023 | Englemageren                                |                        |                      |

### Serier
| År              | Titel                  | Rolle   | Bemærkninger                       |
| --------------- | ---------------------- | ------- | ---------------------------------- |
| 2002            | Rejseholdet            | Katrine | Episode 27                         |
| 2003-04         | Forsvar                | Helene  | Episode "Forførerne"               |
| 2008            | Isas Stepz             | Lea     | Episode "Hvem er du vild med, Isa? |
| 2009            | Lærkevej               | Nete    | Episode "Din lille fede kælegris"  |
| 2010            | Borgen                 | Freja   | 2 episoder                         |
| 2011            | Ludvig & Julemanden    | Lucia   | Julekalender, 1 episode            |
| 2012            | Den store bagedyst     | Vært    | 1 sæson                            |
| 2012            | Forbrydelsen III       | Eva     | 7 episoder                         |
| 2013            | Dicte                  | My      | 2 episoder                         |
| 2013-2014, 2022 | Badehotellet           | Sibylle | 7 episoder                         |
| 2015            | Juleønsket             | Signe   | Julekalender, 24 episoder          |
| 2017            | Mercur                 | Anne    | 10 episoder                        |
| 2017            | Tinkas juleeventyr     | Nille   | Julekalender, 24 episoder          |
| 2019            | Tinka og Kongespillet  | Nille   | Julekalender, 24 episoder          |
| 2022            | Tinka og Sjælens Spejl | Nille   | Julekalender, 24 episoder          |
| 2022            | Orkestret              | Regitze | Sæson 1 afsnit 1-10                |

### Musikvideoer
- The Floor Is Made of Lava - Leave Me Now (Leave Me Tomorrow) (2010)